# 김유찬
김유찬(金裕璨, 1961년 ~ )은 대한민국의 공무원·정당인이다. 17대 대통령 선거에서 대통령 후보자 이명박의 투기 의혹을 제기하였다. 

## 이력
- 이명박 국회의원 비서관
- SIBC International Australia Pty Ltd. 대표
- 2022년 1월 : 대한민국 제20대 대통령 선거 국민참여신당 후보
- 2022년 1월 : 한국국민당 공동대표
- 한국의정발전연구소 대표

## 저서
- 《이명박 리포트 ― 이명박 전 비서관이 털어놓는 숨은 이야기》, 한국의정발전연구소:서울, 538쪽, 2007. ISBN 978-89-959404-0-2
- 《이명박 리포트 ― 잘못된 선택 역사는 보복한다》, 한국의정발전연구소:서울, 927쪽, 2013. ISBN 978-89-959404-1-9

## 같이 보기
- 김경준
- 에리카 김
- 이명박
- 다스
- BBK 주가 조작 사건